# Правда (Ошская область)
Правда (кирг. Правда) — село в Кара-Сууском районе Ошской области Кыргызстана. Входит в состав Джаны-Арыкского айылного аймака.

## География
Село расположено в северо-западной части области, на левом берегу реки Куршаб, на расстоянии приблизительно 19 километров (по прямой) к востоку от города Кара-Суу, административного центра района. Абсолютная высота — 933 метра над уровнем моря.

## Население
Согласно оценочным данным Национального статистического комитета Кыргызской Республики, численность населения села на начало 2023 года составляла 6286 человек.
| год     | 2009 | 2014 | 2015 | 2020 | 2021 | 2023 |
| ------- | ---- | ---- | ---- | ---- | ---- | ---- |
| человек | 4868 | 4999 | 5068 | 5805 | 6136 | 6286 |